# Томпсон, Арчи
А́рчибальд Дже́ральд (А́рчи) То́мпсон (англ. Archibald Gerald "Archie" Thompson; род. 23 октября 1978[…], Отороханга) — австралийский футболист, игравший на позиции нападающего. Участник чемпионата мира 2006 года в составе национальной сборной Австралии. Лучший бомбардир «Мельбурн Виктори» в истории (97). Рекордсмен Эй-лиги по голам в одном матче (5).

## Мировой рекорд по количеству забитых голов в одном матче
Томпсон установил мировой рекорд по количеству забитых голов в матче национальных сборных 11 апреля 2001 года, когда Австралия играла с Американским Самоа в квалификации к чемпионату мира 2002. Австралия победила со счётом 31:0, установив мировой рекорд, а Томпсон забил 13 голов (на 12, 23, 27, 29, 32, 37, 42, 45, 56, 60, 65, 85 и 88-й минутах игры).
Таким образом он побил рекорд в 10 забитых голов игрока сборной Дании Софуса «Крольбена» Нильсена в победе со счётом 17-1 против Франции на Олимпиаде 1908 . Также этот показатель сравнялся с рекордом забитых голов в профессиональных турнирах, установленным в 1885 году Джоном Петри, который забил 13 голов в Кубке Шотландии по футболу, и побил рекорд количества забитых голов в матче чемпионата мира по футболу (с учётом квалификаций), который принадлежал австралийцу Гарри Коулу (7 голов 14 августа 1981 года в матче против Фиджи) и Кариму Багери из Ирана (7 голов 2 июня 1997 года в матче с Мальдивами).

## Личная жизнь
Родился в городе Отороханга, Новая Зеландия, в семье маори и уроженки Папуа — Новой Гвинеи, имеет трёх братьев и двух сестёр. У Томпсона есть две дочери, Изабелла и Аксель. На внутренней стороне каждого предплечья у него набита татуировка с их именами.
Томпсон был официальный амбассадором игры FIFA 08 в Австралии и Новой Зеландии. Является фанатом «Мельбурна», команды по австралийскому футболу, выступающей в АФЛ. В 2010 году издательство Мельбурнского университета опубликовало книгу Томпсона «Что тебя не убивает, делает тебя сильнее» (англ. What Doesn't Kill You Makes You Stronger).

## Достижения
- Чемпион Нидерландов — 2005/06
- Победитель регулярного чемпионата A-League — 2006/07, 2008/09
- Победитель плей-офф A-League (чемпион Австралии): 2006/07, 2008/09
- Обладатель Кубка наций ОФК — 2004